# AOIKE高等学校
AOIKE高等学校（あおいけこうとうがっこう、英: AOIKE High School）は、福井県小浜市小浜広峰にある私立通信制高等学校。通称は「AOIKE（あおいけ）」。

## 建学の精神・教育方針

### 建学の精神
自由な学びで、いまと未来の自分を笑顔に。

### 教育方針
一人ひとりが輝く未来に教育で社会を豊かにする
～三つの力の育成（人間力・実践力・社会力）～

## AOIKE高等学校の沿革
- 2020年（令和2年） - 「青池学園高等学校（広域通信制）」開校。
- 2022年（令和4年） - 青池学園高等学校からAOIKE高等学校に校名変更(募集エリアを全国に、定員を360名へと拡大)。
- 2023年（令和5年） - 「原宿AIA高等学院（オルタナティブスクール）」開校。
- 2024年（令和6年） - 「AOIKE高等学院（通信制高校サポート校）小浜キャンパス・敦賀キャンパス・富山キャンパス」開校。「AOIKE高等学院 南砺福光（フリースクール）」旧南砺福光高等学校内に開校。

## 部活動
運動部
- 硬式野球部

(2025年4月創設)
文化部
- eスポーツ部

## 校歌
学校法人 青池学園　学園歌「太陽」　作詞・作曲：ベリーグッドマン

## アクセス

### 本校
- JR小浜線小浜駅 徒歩約10分
- 舞鶴若狭道 小浜IC 車で10分

## 施設

### 学習等支援施設
AOIKE高等学院 小浜キャンパス（本校併設）
〒917-0084 福井県小浜市小浜広峰108
TEL 0770-52-3481
AOIKE高等学院 敦賀キャンパス
〒914-0054 福井県敦賀市白銀町5-30 DNK第2ビル
TEL 0770-47-6224
AOIKE高等学院 富山キャンパス
〒930-0061 富山県富山市一番町3-20
TEL 0120-987-402
AOIKE高等学院 南砺福光キャンパス
〒939-1610 富山県南砺市福光710（旧南砺福光高等学校内）
TEL 0120-987-402
新庄コア高等学院
〒996-0091 山形県新庄市十日町6162-11
TEL 0233-29-2121
都城コア高等学院
〒885-0006 宮崎県都城市吉尾町77-8
TEL 0986-38-4811

### フリースクール／オルタナティブスクール
原宿AIA高等学院
〒150-0001 東京都渋谷区神宮前6丁目18番12号 E-Harajuku4階
TEL 0120-524-758

### 協力校
新川高等学校 (学校法人荒井学園)
〒937-0041 富山県魚津市吉島1350
TEL 0765-24-2015